# Hexatoma (Eriocera) sinensis
Hexatoma (Eriocera) sinensis is een tweevleugelige uit de familie steltmuggen (Limoniidae). De soort komt voor in het Palearctisch gebied.